# La luz, tríptico de la vida moderna
La luz, tríptico de la vida moderna (Das Licht, Triptychon des modernen Lebens) ist ein mexikanischer Stummfilm aus dem Jahr 1917, der von Manuel de la Bandera gedreht wurde. Es handelt sich um ein Melodrama und um eine Neuverfilmung des italienischen Films Il Fuoco, dessen Handlung an mexikanische Orte verlegt worden war. Er behandelt die drei Stadien der Liebe. La luz, tríptico de la vida moderna war der erste mexikanische Film, der Stilmittel wie Nahaufnahme und Kamerafahrt nutzte.

## Handlung
La luz, tríptico de la vida moderna hat die drei Stadien der Liebe zum Thema: Beginn, Zenit und Niedergang. Ein junger Mann trifft eine junge Frau, als sein Auto eine Panne hat. Als sie ihn so sieht, nimmt sie ihn in ihrem mit. Im Anschluss daran beginnt eine Affäre, aber nach einiger Zeit langweilt sie sich in dieser und verlässt den Mann. Als er von ihrer neuen Beziehung hört, verschlechtert sich der Gesundheitszustand des Mannes. Nach seinem Tod begegnet die Frau ihm noch einmal und nimmt Abschied, indem sie eine Locke ihres Haares und eine rote Rose auf seinen Körper legt.

## Hintergrund
Bei La luz, tríptico de la vida moderna handelt es sich um den ersten Film mit einer Länge von über einer Stunde, der in der Hauptstadt gedreht wurde. Er wurde von der Gesellschaft México-Lux produziert. Der Film war ein Remake des italienischen Films Il Fuoco aus dem Jahr 1915, der von Gabriele D’Annunzio geschrieben worden war und in dem Pina Menichelli spielte, wobei die Handlung an mexikanische Orte verlegt wurde. Dieser Film war der erste in Mexiko, der filmische Stilmittel wie Nahaufnahmen und Kamerafahrt nutzte. Das Pseudonym J. Jamet für den Regisseur wird in der Regel Manuel de la Bandera zugeordnet, jedoch wird zum Teil auch vermutet, es stünde für den Kameramann Ezequiel Carrasco.